# 河野圭太
河野 圭太（こうの けいた、1957年8月16日 - ）は、日本の演出家、ドラマディレクター。東京都出身。東海大学海洋学部卒業。

## 経歴
大学卒業後制作会社に所属し、テレパックに派遣スタッフで務めるなどフリーランスの時期を経て、ベイシスに入社。テレパック時代からの知己である若松節朗の下で助監督としてのキャリアを重ね、30歳のときに若松がチーフ監督を務めた『オレの妹急上昇』でデビューを果たす。1991年夏頃までは助監督兼任ディレクターとしてキャリアを積み重ね、同年『しゃぼん玉』にて連続テレビドラマで初のローテーション監督に就任（因みにこの作品のチーフ監督も若松である）。以降『しゃぼん玉』から2008年『鹿男あをによし』に到るまでフジテレビ系列の連続テレビドラマを毎年18年連続で担当していた（この記録は2008年で途切れた）。『古畑任三郎』などの数多くのテレビドラマの演出を手掛ける。
2008年、ベイシスから親会社の共同テレビに、佐藤祐市とともに移籍した。2019年6月より共同テレビジョン取締役（制作センター 第１制作・権利開発・制作調整担当）、かつての古巣の株式会社ベイシス取締役に就任。2022年6月より2023年6月まで共同テレビジョン常務取締役、株式会社ベイシス取締役。
独自性は出さず、あくまでシナリオを基本とした演出を展開し、脚本家では三谷幸喜、君塚良一と組むことが多い。
2006年春、『子ぎつねヘレン』で映画監督デビュー、映画第2作目となる浅田次郎原作『椿山課長の七日間』も同年秋に公開され、さらには映画第3作目となる『ぼくとママの黄色い自転車』も2009年に公開された。テレビドラマ、映画問わずジャンルを越えて活動。
近年も橋本芙美プロデューサーとコンビを組んだ『フリーター、家を買う。』『マルモのおきて』といった連続ドラマではメイン監督を担当し、いずれも高視聴率を獲得している。河野について、『息もできない夏』などで現場を共にする機会の多い江口洋介いわく、「明るくポジティブに、着々と仕事をこなしていく人」と評している。

## 三谷幸喜との関係
三谷脚本のテレビドラマを最も多く手掛けており、その関係は20年以上にも及ぶ。テレビドラマの監督に対して苦言を呈することが多い三谷は河野を「もっとも信頼を置く演出家」「テレビで一番信頼している演出家」と評している。「河野さんはとても台本を大切にする演出家で、これはとても珍しい。いかに台本に書かれていないことをやるかに全力を注ぐ演出家に比べれば河野さんのようなタイプの演出家は脚本家の陰に隠れがちになる。しかし実は河野さんのほうがはるかに高度なテクニックを持っていると思う」とも語っている。三谷自身、著書『三谷幸喜のありふれた生活』3のなかで河野を信頼する演出家として紹介している。『古畑任三郎』のDVDで対談やコメンタリー競演も行っている。その対談の中で河野は「三谷さんの作品をやらせてもらうようになって、やっと一人前のディレクターとして認めてもらえるようになった」と述懐しており、また三谷脚本については「本当に読んでいて面白いホンなんですよ。だから自分が面白いと思った部分を映像化すれば良いんで三谷さんの作品は演出するのがラクなんです」とも語っている。三谷が脚本・総合演出を務めた『HR』では三谷の指名で全編映像演出として作品に参加、サポートに回っている。
河野が三谷作品に携わるようになって唯一手掛けていないフジ系『合い言葉は勇気』も実際は石原隆プロデューサーと制作会社サイドの話し合いで招聘の検討がされていたが（また三谷も河野の参加を熱望していたという）、スケジュールなどの諸事情により参加できなかった。これについて河野は「いままで（三谷作品を）全部やってきたから俺記録作ってるよという意識だったんだけど、参加できないことになって悔しかったですね」と述懐している。
また三谷は河野を「最強の古畑任三郎オタク」と評しており、『古畑任三郎』の脚本について河野に作劇の矛盾を指摘されることが多いことを河野との対談で明かしている。『古畑中学生』はかなり無理の多い展開の作品だが、三谷は河野に読んでもらい映像化が難しいと判定されたらドラマ化は諦めようと思っていたところ、河野に「ぎりぎりアリですかね」と言われてドラマ化のふんぎりがついた。
テレビシリーズを手掛けることが少なくなった三谷だが、その中においても河野は近年においても2011年に三谷が脚本・総合演出を務めた『ステキな隠し撮り〜完全無欠のコンシェルジュ〜』では映像演出、2013年に三谷が脚本・演出を務めた『SMAP GO!GO!』内の生ドラマ『「古畑任三郎 vs SMAP」その後…』ではドラマ監督、また2015年には『オリエント急行殺人事件』を2夜連続で担当した。

## 演出作品

### テレビドラマ
1987年
- 『オレの妹急上昇』（演出補兼演出）

1989年
- 『ヘイ!あがり一丁』（演出補兼演出）

1990年
- 『奇妙な出来事』「午前3時のノック」

1991年
- 『世にも奇妙な物語』
  - 「伝言板」
  - 「UFO」
  - 「嘘八百屋」
  - 「ボロボロ」
  - 「23分間の奇跡」

- 『LOVE』「タックンへ」（オムニバスドラマシリーズ）
- 『しゃぼん玉』（長渕剛主演。）

1992年
- 『大人は判ってくれない』（オムニバスドラマシリーズ）「神様の前でついた嘘」（主演・松雪泰子）
- 『ジュニア・愛の関係』（脚本・長坂秀佳）
- 『君のためにできること』

1993年
- 『振り返れば奴がいる』（織田裕二主演。）
- 『じゃじゃ馬ならし』
- 『帰ってきたOL三人旅シリーズ（1）長崎湯けむり激安ツアー殺人事件』
- 『OLたちのざけんなヨ!!』（オムニパスドラマ）（主演・松雪泰子）
- 『ざけんなヨ!!5』（オムニパスドラマ）（主演・中森明菜）

1994年
- 『帰ってきたOL三人旅シリーズ（2）金沢湯けむり不倫旅行殺人事件』
- 『警部補 古畑任三郎』（第1シリーズ）
- 『ざけんなヨ!!6』（オムニパスドラマ）
- 『帰ってきたOL三人旅シリーズ（3）小樽湯けむり初恋旅情殺人事件』

1995年
- 『世にも奇妙な物語』「夢のつづき」
- 『帰ってきたOL三人旅シリーズ（4）博多湯けむり湯布院慕情殺人事件』
- 『王様のレストラン』
- 『ざけんなヨ!!9』（オムニパスドラマ）（主演・坂井真紀）
- 『帰ってきたOL三人旅シリーズ（5）香港極楽エステツアー殺人事件』
- 『王様のレストラン それはまた別の話スペシャル』

1996年
- 『古畑任三郎』（第二シリーズ）メインディレクター
- 『巡査 今泉慎太郎』メインディレクター
- 『古畑任三郎スペシャル しばしのお別れ』
- 『消えた古畑任三郎』
- 『コーチ』
- 『帰ってきたOL三人旅シリーズ（6）北海道花めぐり湯けむり殺人事件』
- 『3番テーブルの客』

1997年
- 『総理と呼ばないで』
- 『こんな恋のはなし』
- 『コーチスペシャル』

1998年
- 『サラリーマン刑事』1
- 『今夜、宇宙の片隅で』メインディレクター
- 『板橋マダムス』メインディレクター

1999年
- 『古畑任三郎』（第3シリーズ）メインディレクター
- 『世にも奇妙な物語』「和服の少女」
- 『TEAM』メインディレクター

2000年
- 『ショカツ』メインディレクター
- 『TEAMスペシャル』1

2001年
- 『ココだけの話』
- 『世にも奇妙な物語』「株式男」
- 『医者と患者～Doktor/Kranke』（BSフジ）　メインディレクター
- 『TEAMスペシャル』2
- 『さよなら、小津先生』

2002年
- 『恋するトップレディ』
- 『TEAMスペシャル』3
- 『HR』

2003年
- 『美女か野獣』
- 『えなりかずきの少年探偵・事件でござる!3』
- 『TEAMスペシャル』4
- 『白い巨塔』

2004年
- 『古畑任三郎 すべて閣下の仕業』
- 『巡査 今泉慎太郎 大空の怪事件』
- 『サラリーマン刑事』4
- 『ワンダフルライフ』
- 『君が想い出になる前に』メインディレクター
- 『ラストクリスマス』

2005年
- 『みんな昔は子供だった』メインディレクター

2006年
- 『古畑任三郎ファイナル』
- 『こちら新宿駆けこみ寺～泣き笑い玄さん奮闘記～』
- 『僕の歩く道』

2007年
- 『佐賀のがばいばあちゃん』
- 『日本偉人大賞2007 歴史を変えた超エライ人SP』
- 『ゾウのはな子』
- 『スワンの馬鹿! 〜こづかい3万円の恋〜』メインディレクター

2008年
- 『鹿男あをによし』
- 『古畑中学生』

2009年
- 『世にも奇妙な物語』「ボランティア降臨」

2010年
- 『佐賀のがばいばあちゃん2』
- 『世にも奇妙な物語 20周年スペシャル・春 〜人気番組競演編〜』「台詞の神様」
- 『わが家の歴史』
- 『フリーター、家を買う。』メインディレクター

2011年
- 『マルモのおきて』メインディレクター
- 『ざけんなヨ!!10』「死んで花実が咲くものか」
- 『フリーター、家を買う。スペシャル』
- 『ステキな隠し撮り～完全無欠のコンシェルジュ～』

2012年
- 『早海さんと呼ばれる日』メインディレクター
- 『東野圭吾ミステリーズ』「エンドレス・ナイト」
- 『息もできない夏』11話中6話担当 メインディレクター

2013年
- 『Oh,My Dad!!』メインディレクター
- 『屍活師 女王の法医学』
- 『古畑任三郎 vs SMAPその後』

2014年
- 『ロストデイズ』メインディレクター
- 『星新一ミステリーSP』「七人の犯罪者」

2015年
- 『オリエント急行殺人事件』
- 『世にも奇妙な物語 25周年スペシャル・春 〜人気マンガ家競演編〜』「地縛者」
- 『一千兆円の身代金』

2016年
- 『傘をもたない蟻たちは』メインディレクター
- 『HOPE〜期待ゼロの新入社員〜』メインディレクター

2017年
- 『世にも奇妙な物語』
  - 「妻の記憶」
  - 「夜の声」

2018年
- 『68歳の新入社員』
- 『捜査会議はリビングで!』メインディレクター
- 『僕らは奇跡でできている』メインディレクター

2019年
- 『世にも奇妙な物語』「人間の種」
- 『4分間のマリーゴールド』メインディレクター

2020年
- 『世にも奇妙な物語』「燃えない親父」「3つの願い」
- 『危険なビーナス』

2021年
- 『流れ星』
- 『推しの王子様』

2022年
- 『ドクターホワイト』
- 『世にも奇妙な物語』「わが様」

2023年
- 『ばらかもん』メインディレクター
- 『トクメイ!警視庁特別会計係』

2024年
- 『ダブルチート 偽りの警官 Season1』

2025年
- 『人事の人見』

### webドラマ
2010年
- 『Oh!my PROPOSE』（フジテレビwebドラマ）

2013年
- 『今日もまた、スマアシの夢を見てしまった』（見参楽webドラマ）

### 映画
2006年
- 『子ぎつねヘレン』
- 『椿山課長の七日間』

2009年
- 『ぼくとママの黄色い自転車』

### バラエティ
1988年
- 『完全走破!上野〜札幌寝台特急北斗星の旅』（演出）

## プロデュース作品
1988年
- 『熱っぽいの!』（プロデューサー補）

1990年
- 『名探偵金田一耕助・女王蜂』（演出兼プロデューサー補）

## 受賞歴
1994年
- 第1回ザテレビジョンドラマアカデミー賞 監督賞（星護、松田秀知と共に）（『警部補・古畑任三郎』）[1]

1995年
- 第5回ザテレビジョンドラマアカデミー賞 監督賞（鈴木雅之と共に）（『王様のレストラン』）[2]

1996年
- 第10回ザテレビジョンドラマアカデミー賞 監督賞（小椋久雄と共に）（『コーチ』）[3]

2004年
- 第40回ザテレビジョンドラマアカデミー賞 監督賞（西谷弘、村上正典、岩田和行と共に）（『白い巨塔』）[4]